# Anthony Beauvillier
Anthony Beauvillier (Sorel-Tracy, Quebec, 8 de junio de 1997) es un jugador profesional canadiense de hockey sobre hielo que se desempeña en la posición de extremo izquierdo en Chicago Blackhawks, equipo de la National Hockey League (NHL).

## Carrera
Fue seleccionado en la primera ronda en la NHL Entry Draft de 2015. En 2016 hizo su debut profesional con el equipo New York Islanders, en el cual jugó siete temporadas (2016-2022), después pasó a Vancouver Canucks (2022-2023), luego a Chicago Blackhawks, donde lleva jugando una temporada.